# Gadu-Gadu
GG (früher Gadu-Gadu, poln. für „Laber-Laber“ oder „Plauschen“) ist ein kommerzieller Instant-Messaging-Dienst. Mit über 5,4 Millionen täglich aktiven Nutzern war er bis 2012 der in Polen am weitesten verbreitete Onlinedienst für Nachrichtensofortversand, hat seit 2016 aufgrund des zunehmenden Erfolgs von Skype oder Facebook in seinem Heimatmarkt an Popularität eingebüßt. Gadu-Gadu wird durch die Anzeige von Werbung finanziert. Der Entwickler hat seinen Sitz in Koszalin, Polen, und das Unternehmen befindet sich vollständig im Besitz des polnischen Unternehmens Fintecom.

## Technik
Die Identifizierung der Nutzer erfolgt, wie beispielsweise bei ICQ auch, über laufende Nummern. Die offizielle Version des Programms ist recht schlank, kann aber mit zahlreich verfügbaren Add-ons ausgebaut werden. Ein Komplettpaket stellt PowerGG dar. Eine Alternative zu dem offiziellen Client sind Konnekt, Miranda IM, Miranda NG, AQQ, Pidgin, Kopete, Adium und andere, die mit einem GG-Plug-in ausgeliefert werden.
Die offizielle Version unterstützt Instant Messaging (mit über 190 Smileys), Offlinenachrichten, Datenversand und IP-Telefonie. Zudem gibt es die Möglichkeit einer gesicherten Verbindung per SSL. Ab Version 7 verfügt das Programm auch über die Funktion der Videokommunikation. Das kostenlos nutzbare Programm blendet während seiner Benutzung Werbung ein.

## Trivia
GG ist der erste Instant Messenger weltweit, der für eine öffentliche Verbindung ins Weltall, auf die Erdumlaufbahn, genutzt wurde. Es handelte sich dabei um eine Verbindung zwischen polnischen GG-Benutzern und den Astronauten der Internationalen Weltraumstation, die zum 30. Jahrestag des ersten Weltraumflugs eines Polen, Mirosław Hermaszewski, hergestellt wurde.